# Livregementets dragoner
Livregementets dragoner (K 2) var ett kavalleriförband inom svenska armén som verkade i olika former åren 1815–1927. Förbandsledningen var förlagd i Stockholms garnison i Stockholm, och var en del av Kungl. Maj:ts Liv- och Hustrupper.

## Historik
Regementet leder sitt ursprung till de ryttarfanor som sattes upp i Uppland, Södermanland, Västmanland, Närke och Värmland. Dessa sammanfördes till två regementen, vilka enligt 1634 års regeringsform sammanfördes till ett. Regementet benämndes från 1636 vanligtvis Upplands ryttare. Dess förste chef var Isak Axelsson Silversparre.
Den 26 november 1667 upphöjdes regementet till kunglig livtrupp som tack för sina insatser under Karl X Gustavs fälttåg och fick namnet Livregementet till häst. Samtidigt utnämns greve Otto Wilhelm von Königsmarck till chef för regementet. Livregementet till häst utmärkte sig för stor tapperhet i slaget vid Lund 1676 under Nils Bielke. Karl XI lär ha yttrat efter segern: "näst Gud hade jag att tacka den tappre Nils Bielke och sitt Livregemente".
År 1680 blev Livregementet till häst indelt inom östra Svealand. Livregementet till häst var det enda regemente inom Stockholms garnison som inte var värvat. År 1785 bildades en särskild trupp lätta dragoner vid regementet. Den bildades genom att 18 man från respektive kompani tillfördes dragonerna som bildade 4 kompanier om 36 man i vardera. Denna styrka utökades senare och 1789 under det ryska kriget uppträdde man som eget förband om 300 man, 6 kompanier, under namnet Lätta Dragonkåren av Kungl. Maj:ts Livregemente.
Den 23 februari 1791 omorganiserades Livregementet till häst till en brigad och antog namnet Livregementsbrigaden. Brigaden bestod av tre kårer, Livregementsbrigadens kyrassiärkår, som bestod av kompanierna som låg närmast huvudstaden och som utgjorde tungt kavalleri, Livregementsbrigadens lätta dragonkår som bestod av Örebro, Fellingsbro, Östra Närkes och Vadsbo kompanier och Livregementsbrigadens lätta infanteribataljon som bestod av kompanierna i Västmanland och från 1804 även Södermanlands kompani. År 1815 upplöstes brigaden och de tre ingående kårerna blev självständiga den 16 december 1815. Livregementsbrigadens kyrassiärkår antog med den förändringen namnet Livregementets dragonkår.
Den rangordning som hade fastställts i 1634 års regeringsform började halta och skapa luckor efter freden i Fredrikshamn den 17 september 1809, då Finland tillföll Ryssland och de svenska regementen i Finland upplöstes. Därmed fanns det ett behov med att skapa ett nytt system. Under kronprins Karl Johans tid infördes 1816 ett nytt numreringssystem, där de svenska regementena genom en generalorder den 26 mars 1816 tillfördes ett officiellt ordningsnummer, till exempel № 2 Livregementets dragoner. Till grund för numreringen låg inte bara ett regementes status, utan också de svenska landskapens inbördes ordning, samt att Svealand, Götaland och Norrland skulle varvas. De lägsta ordningsnumren tilldelades "liv- och hus- trupperna". Dessa nummer hade dock ingenting med rangordningen att göra, vilket bland annat framgår av gamla förteckningar där infanteri- och kavalleriförband är blandade just med hänsyn till rang och värdighet. Den 31 december 1892 antogs namnet № 2 Livregementets dragoner.
I samband med 1914 års härordning justerades 1914 samtliga ordningsnummer inom armén. För till exempel Livregementets dragoner innebar det att regementet blev tilldelad beteckningen K 2. Justeringen av beteckningen gjordes för att särskilja regementen och kårer mellan truppslagen. Det med bakgrund till att namn och nummer som till exempel № 3 Livregementets grenadjärkår och № 3 Livregementets husarkår kunde förefalla egendomliga för den som inte kände till att förbanden ifråga tillhörde skilda truppslag.
Som ett resultat av försvarsbeslutet 1925 kom regementet att sammanslås den 1 januari 1928 med Livgardet till häst (K 1) och kom att bilda Livregementet till häst (K 1). Vid sammanslagningen hölls en sista parad på Ladugårdsgärde i Stockholm. K 1 var klätt i blå paraduniform emedan K 2 var klätt i grå fältuniform m/23. De bägge regementena förbimarscherade Hans Majestät Konungen i trav och galopp, varefter veteranregementena gjorde detsamma till fots. Efter paraden marscherade de förenade regementena med de förenade musikkårerna i täten till före detta Livgardet till hästs kasern vid Lidingövägen. Skvadronerna klövs så att halva bestod av personal och hästar från K 1 och halva från K 2. Överbliven personal och hästar överfördes till respektive regementes avvecklingsorganisationer som upphörde 1931 då avvecklingen var slutförd. Paraduniformen blev en blandning av Livgardet till hästs silversmidda uniform kompletterad med Livregementets dragoners lagerkrans på hjälmen och dess tre krönta kronor på epåletterna. Nytt standar tilldelades strax av Hans Majestät Konungen. Regementet avvecklades den 31 december 1927 och kvarvarande delar övergick till en avvecklingsorganisation från den 1 januari 1928. Denna avvecklingsorganisation upplöstes i sin tur den 31 mars 1928.

## Verksamhet
Regementet rekryterade sedan gammalt sin officerskår från den svenska högadeln. En av dess officerare, greve Douglas, sedermera armechef och generallöjtnant, tjänstgjorde frivilligt som generalstabsofficer och en av general Mannerheims medarbetare i det finska inbördeskriget med utmärkelse. Förbandet tillhörde V. arméfördelningen som dess fördelningskavalleriregemente och bestod vid denna tid av fem ryttarskvadroner och en regementsstab.

## Förläggningar och övningsplatser

### Förläggning
Regementet övade från 1815 på Rosendalsfältet vid Polacksbacken i Uppsala och Ladugårdsgärde i Stockholm. Från 1881 var kåren förlagd till Wiksberg på Södra Djurgården i Stockholm, numer benämnt som Museiparken, där Sjöhistoriska museet, Tekniska museet och Etnografiska museet ligger. Kasernområdet bestod av tre kaserner för stamskolorna. De tre kasernerna uppfördes 1881, och blev de enda i sitt slag som uppfördes enligt paviljongsystemet i en våning. År 1904 blev kasernerna påbyggda med ytterligare en våning. Efter att regementet avvecklades, kom Etnografiska museet att flytta in på området. År 1976 revs de tre kasernerna, för att ge plats åt en större museibyggnad. Av kasernområdet återstår ännu Dragongården (kinesiska ambassaden), två stallar (varav ett tidigare inrymde Telemuseum, sedan 2007 Riksidrottsmuseet och Polismuseet), ridhus (tidigare science centret Teknorama), en dragonkasern, ett kokhus samt en smedja.

### Övningsplatser
Regementet hade sedan 1780 sin övningsplats på Utnäs löt cirka 3 km nordost om Strömsholms slott. 
Övningsplatser för skvadronerna var (1834):
- Norra Upplands skvadron: Svista i Bälinge socken. Senare var fram till omkring 1870 Gamla Uppsala by mötesplats. År 1949 restes här en minnes sten med texten: Åt minnet av Norra Uplands skvadron av Kungl. Livregementes dragoner. I Gamla Upsala by har skavdronen samlats till uppbrott för vapenövning och rikets försvar. Kungl. Livregementets till häst kamratförening reste stenen 1949.[10]
- Uppsala skvadron: Polacksbacken, Uppsala. 1945 restes här en minnessten med texten: Åt minnet av Upsala skvadron av Kungliga Livregementets Dragoner. Uppländskt rytteri har här av ålder vapenövats. Kungl. Livregementets till häst kamratförening reste stenen 1945.[10]
- Roslags skvadron: Vemblinge i Estuna socken. 1932 restes här en minnessten med texten: Roslags skvadron av Kungl. Livregementet till häst samlades och övades vid Vemblinge under 1600-, 1700- och 1800-talen.[10]
- Sigtuna skvadron: Bålsta i Yttergrans socken. 1931 restes här en minnessten med texten: Sigtuna skadron av Kungliga Livregementet hade här sin samlingsplats intill 1908.[10]
- Livskvadronen: Arenberga i Husby-Ärlinghundra socken. 1946 restes här en sten med inskriften Livkompaniet av Kungl. Livregementet till häst hade här sin mötes- och övningsplats åren 1687-1791. Sentida efterföljare reste stenen 1946.[10]

## Heraldik och traditioner

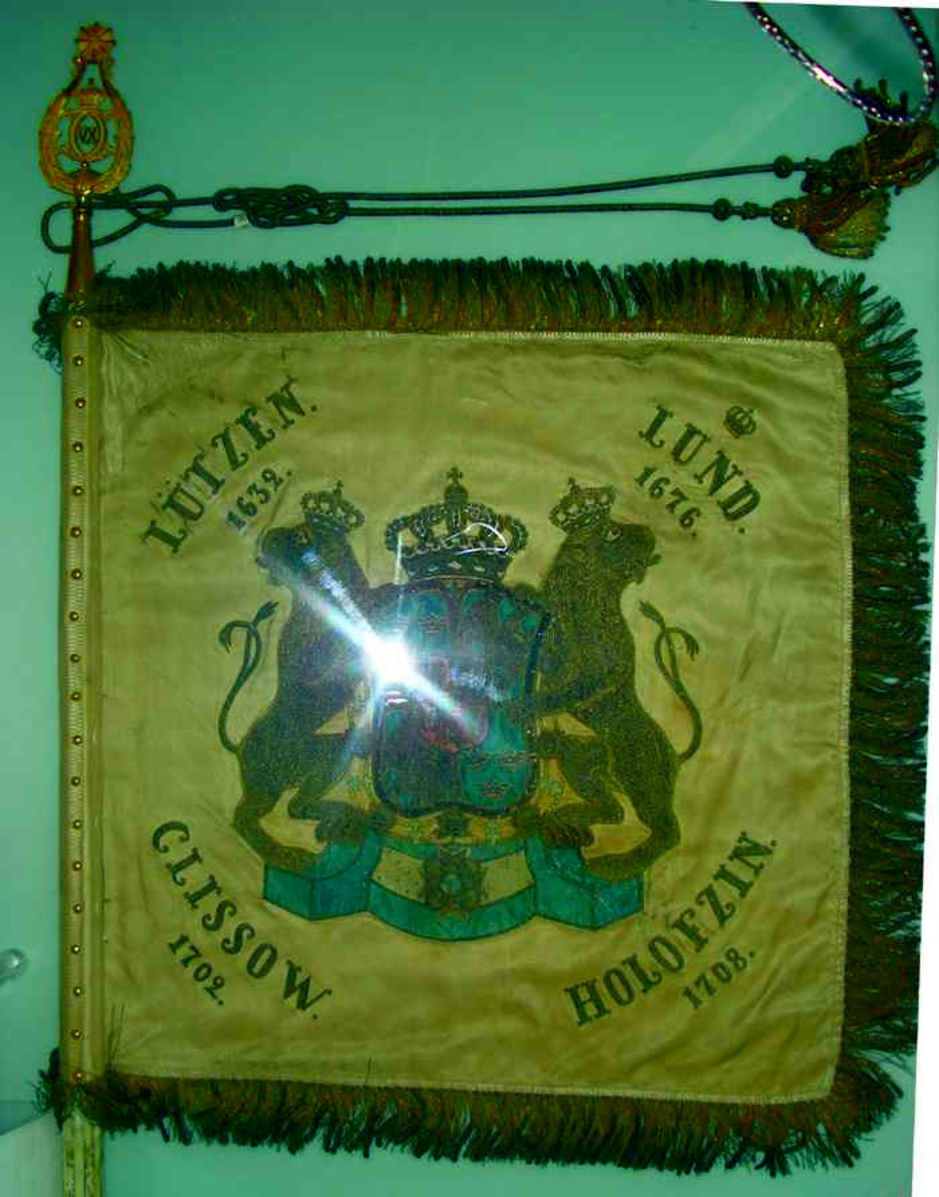
Livstandar m/1810, för Livregementets dragonkår.

Regementet var ett systerregemente till Livregementets grenadjärer (I 3) och Livregementets husarer (K 3), vilka samtliga har sin högtidsdag den 4 december, som minne till av slaget vid Lund den 4 december 1676.
Regementets höll sin avvecklingsceremoni den 11 september 1927. Regementets traditioner fördes vidare fram till 1949 av Livregementet till häst (K 1), och från 1949 av Livgardets dragoner (K 1). Sedan den 1 juli 2000 vårdas minnet av regementet av Livgardet.

## Förbandschefer

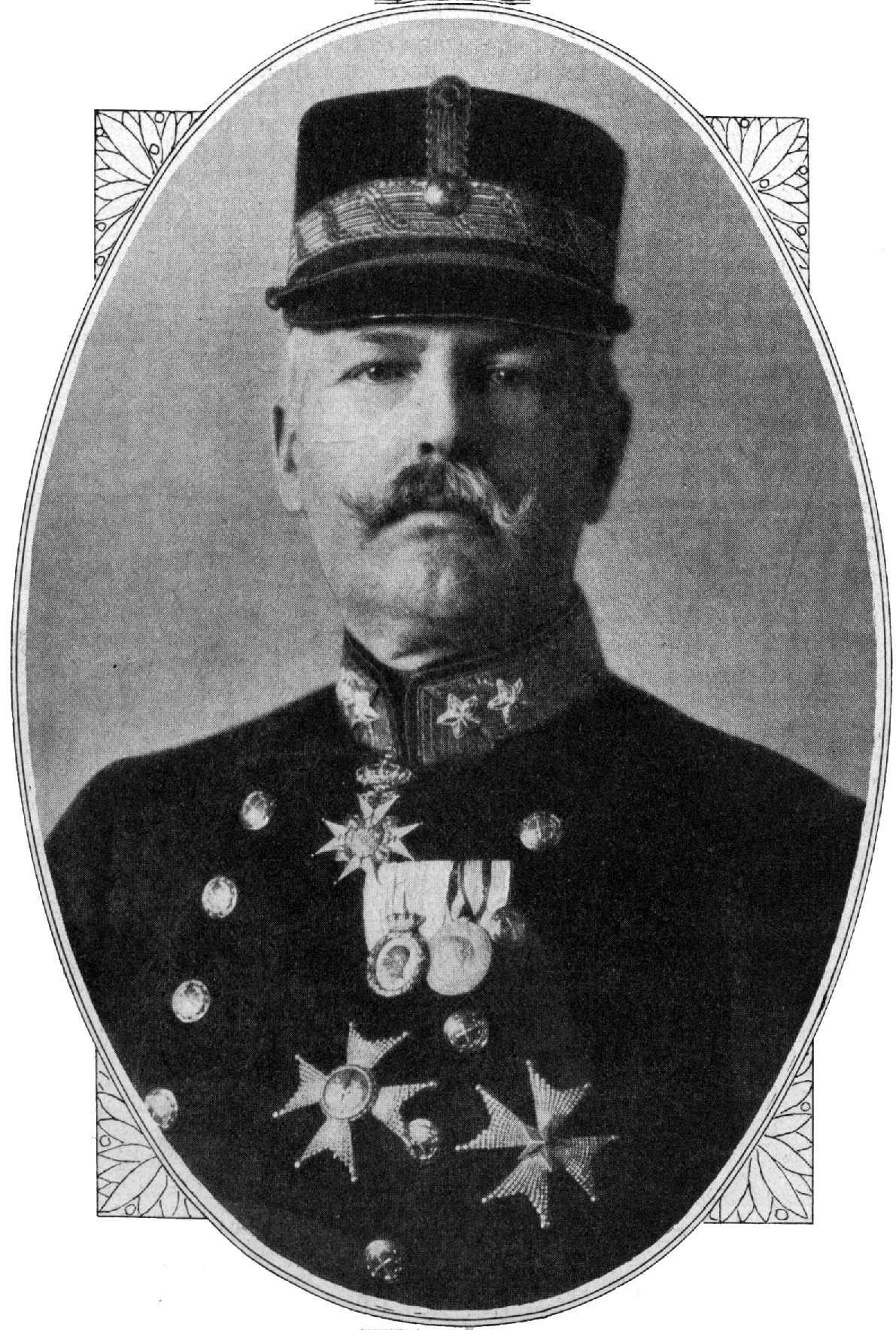
Knut Gillis Bildt, här generallöjtnant, var Livregementets dragoners sekundchef åren 1902–1904.

Sekund- och regementschefer verksamma vid regementet åren 1791–1927. Sekundchef var en titel som införde 1792, efter att konungen tillträdde som regementschef. Titeln sekundchef användes vid de regementen som ingick i Kungl. Maj:ts Liv- och Hustrupper.

### Regementschefer
- 1791–1809: Hertig Karl av Södermanland
- 1809–1818: Kronprins Karl Johan
- 1818–1844: Karl XIV Johan
- 1844–1859: Oscar I
- 1859–1872: Karl XV
- 1872–1891: Oscar II
- 1891–1907: Oscar II
- 1907–1927: Gustaf V

### Sekundchefer
- 1792–1796: P Lagerhjelm
- 1796–1808: D Stierncrona
- 1808–1820: Ulrik Gyldenstolpe
- 1820–1826: Fredric Burenstam
- 1826–1845: Gustaf Adolf Hierta
- 1845–1856: David Ludvig Silfverstolpe
- 1856–1863: Carl Fredrik Ludvig af Ugglas
- 1863–1869: Thure af Wirsén
- 1869–1881: Wilhelm Sandels
- 1881–1887: Hjalmar Leijonhielm
- 1887–1902: Gustaf Gyldenstolpe
- 1902–1904: Knut Gillis Bildt
- 1904–1915: Carl Rosenblad
- 1915–1921: Gustaf Adolf Boltenstern
- 1921–1927: Göran Gyllenstierna af Lundholm

## Namn, beteckning och förläggningsort
| Kungl. Livregementets dragonkår | 1815-12-16 | – | 1892-12-30 |
| Kungl. Livregementets dragoner  | 1892-12-31 | – | 1927-12-31 |
| Avvecklingsorganisation         | 1928-01-01 | – | 1928-03-31 |

| № 2 | 1816-03-26 | – | 1914-09-30 |
| K 2 | 1914-10-01 | – | 1927-12-31 |

| Uppsala/Stockholm (F)   | 1815-??-?? | – | 1881-??-?? |
| Stockholms garnison (F) | 1881-??-?? | – | 1927-12-31 |
| Ladugårdsgärdet (Ö)     | 1828-??-?? | – | 1927-12-31 |
| Järva skjutfält (Ö)     | 1907-??-?? | – | 1927-12-31 |

## Galleri

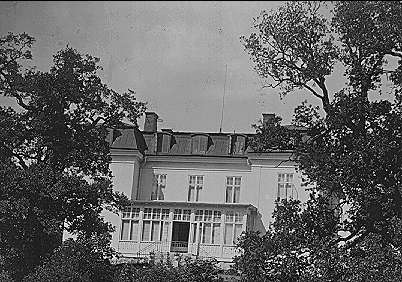
Kanslihuset vid Livregementets dragoner
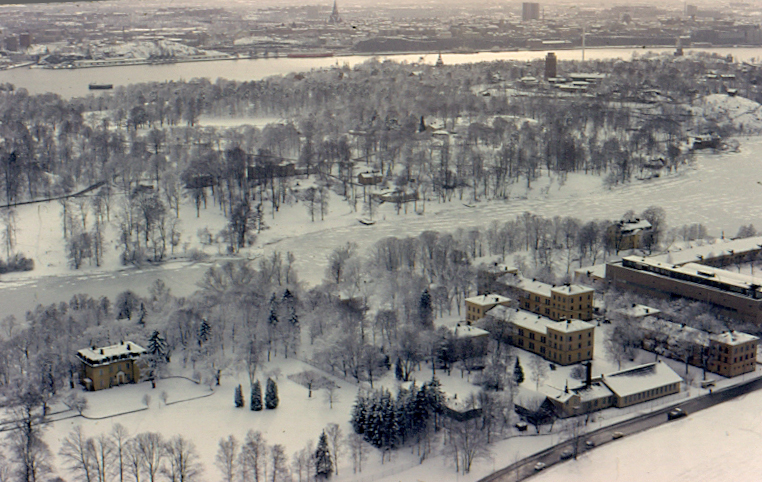
Vy från Kaknästornet år 1975.
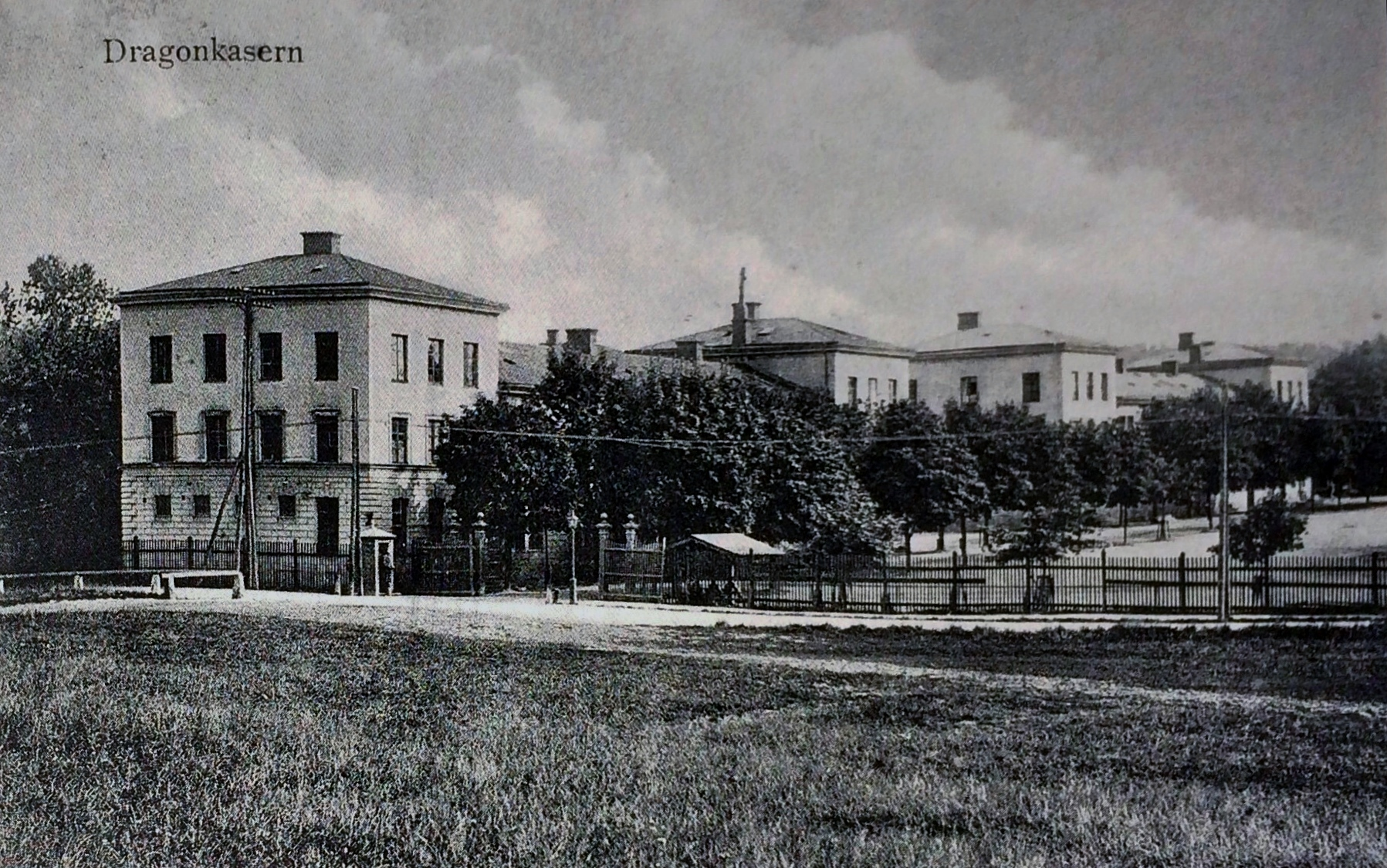
Dragonkasern vid Djurgårdsbrunnsvägen i Stockholm. Kasernerna revs 1976.
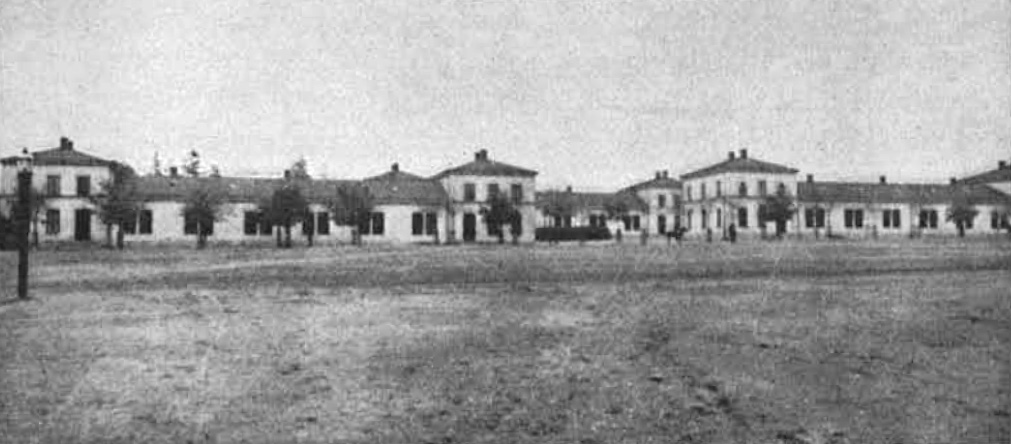
Kasernerna vid Djurgårdsbrunnsviken.
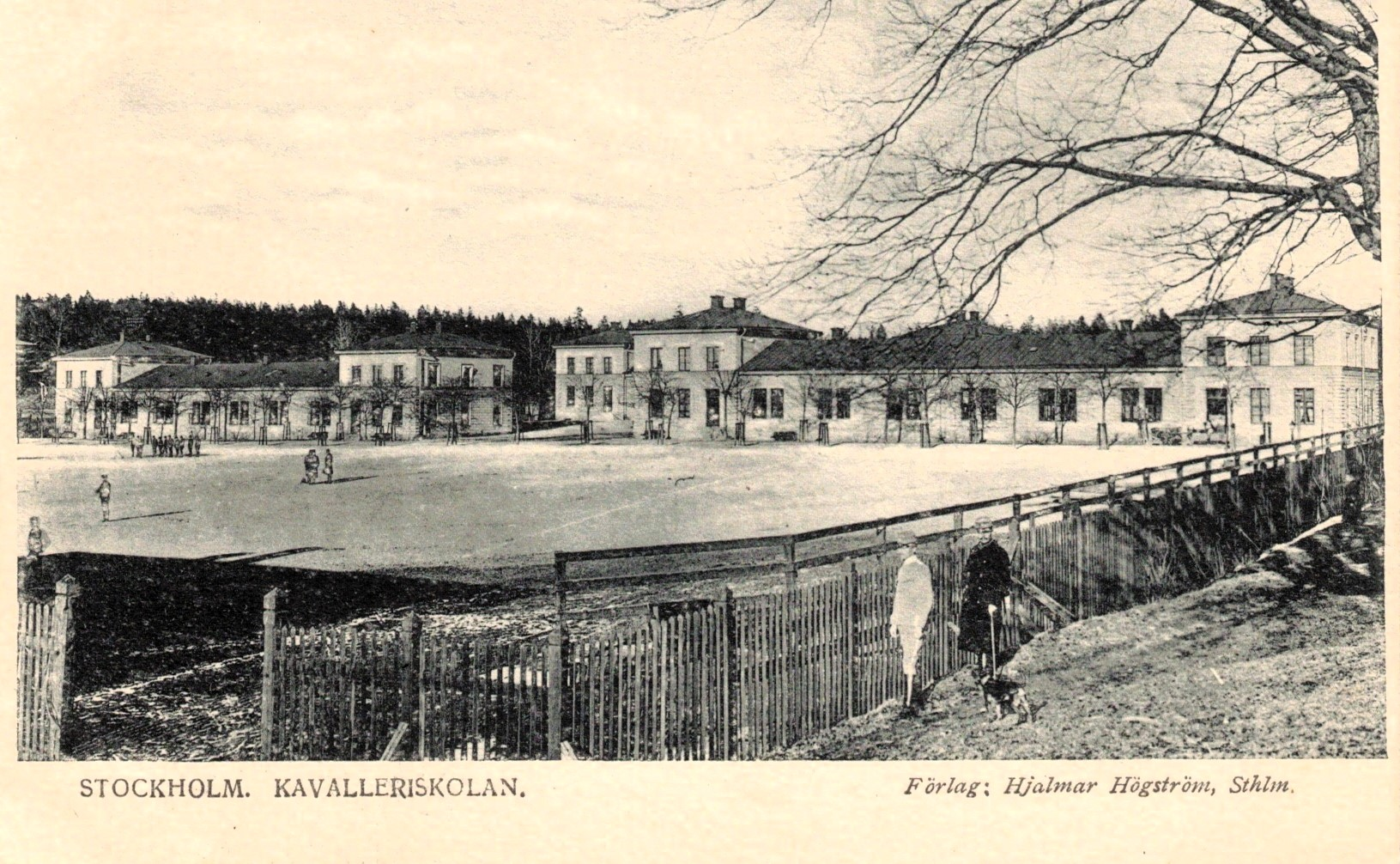
Kasernerna vid Djurgårdsbrunnsviken mellan 1881 och 1907.
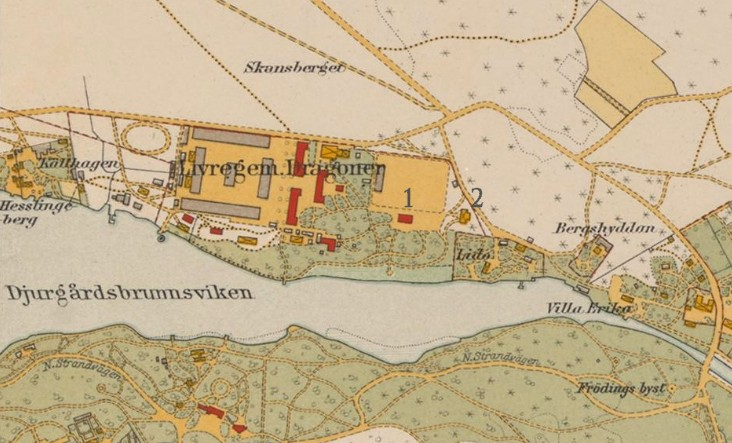
Området på 1920-talet. Idag kvarvarande byggnader: 1 Dragongården, 2 Dragongårdens annex.
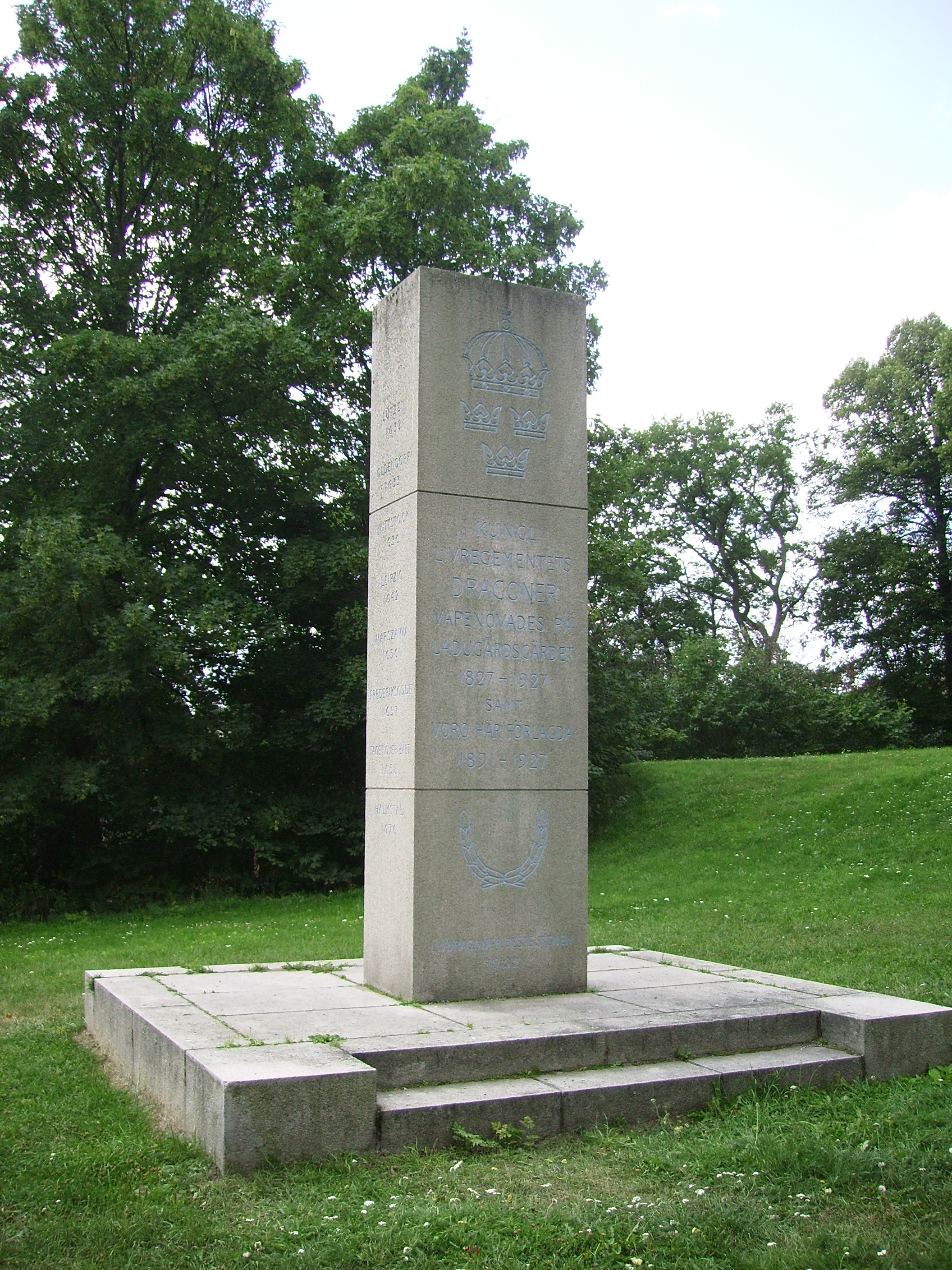
Monument över regementets övningsplats på Ladugårdsgärdet.
Uniform 1796
Uniform 1823
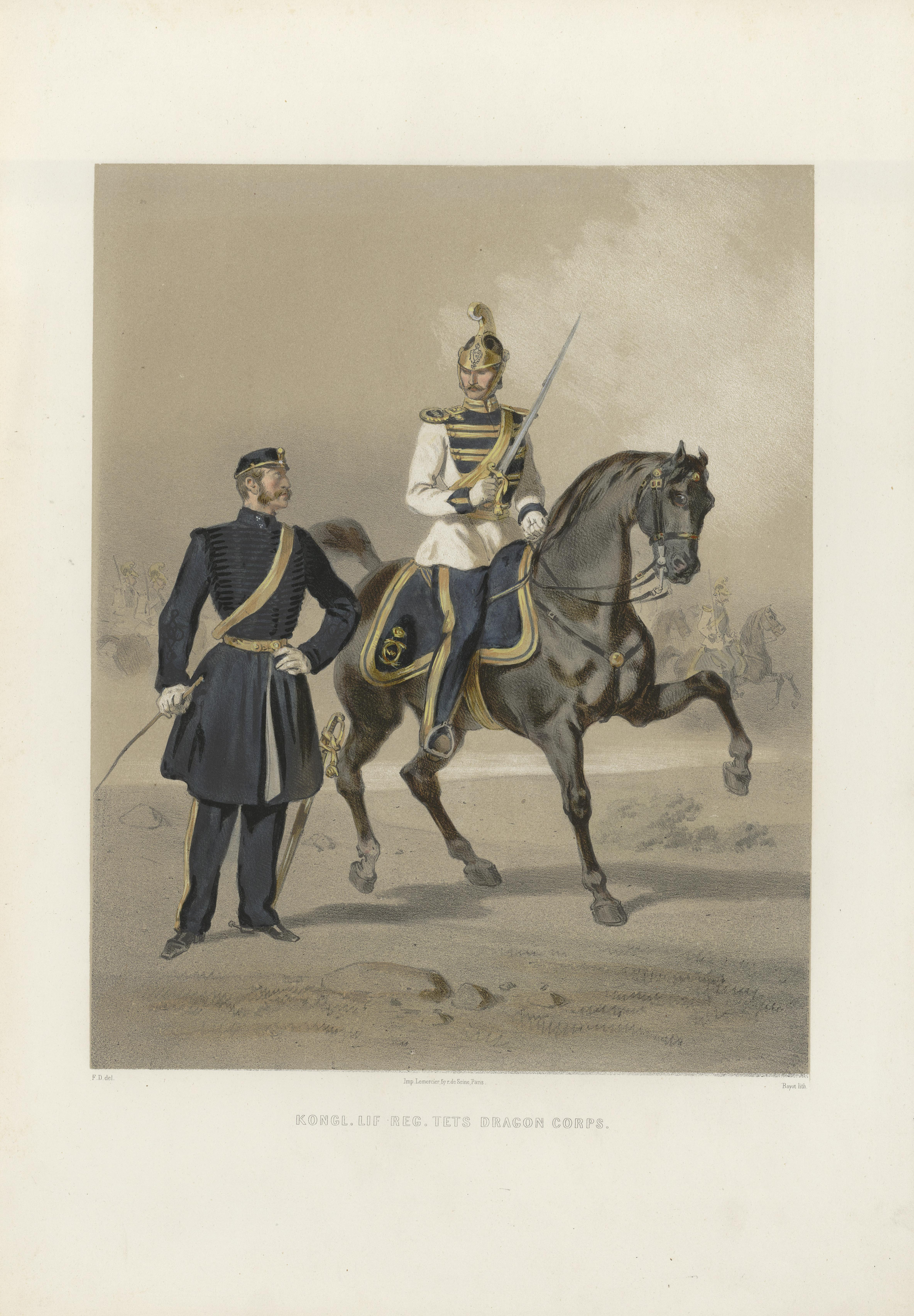
Uniformer från mitten av 1800-talet
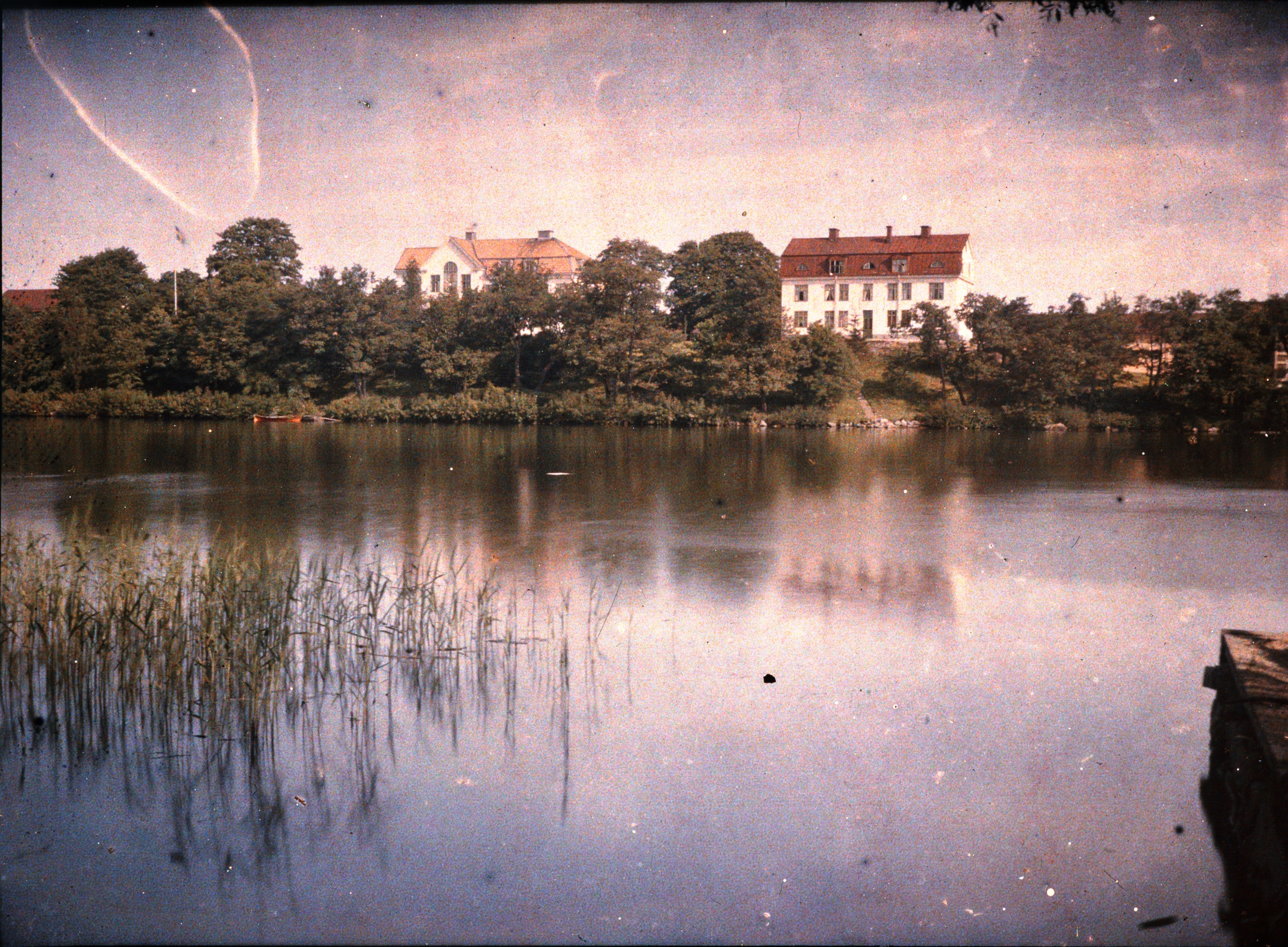
Dragonkasern (t.h.) och mässbyggnad (t.v), på Djurgården i Stockholm. Lumières-autokrom fotograferad i juni 1912.